# Eclipso (revue)
Pour l’article homonyme, voir Eclipso.
Eclipso est une revue française petit format publiée dans la collection « Comics Pocket » des éditions Artima d’avril 1968 à février 1983 ; elle a duré 84 numéros.

## Historique
Succédant à la revue Spectre du même éditeur, et sur le modèle d’Étranges Aventures, Eclipso comporte au départ dans son sommaire des comics issus de DC Comics (Doom Patrol, Spectre, Hawkman, Challengers of the Unknown, House of Secrets, Strange Adventures, The Brave and the Bold , Charlton (Blue Beetle) ou Tower Comics (Dynamo, T.H.U.N.D.E.R. Agents, NoMan).
À partir de son no 15, la revue se recentre sur des séries de Marvel Comics délaissées par son concurrent français Lug (Journey into Mystery, Tales of Suspense, Tales to Astonish, Strange Tales, Avengers, Adventures into Fear, Conan the Barbarian, Marvel Spotlight, Black Goliath, Logan's Run, Master of Kung-Fu, Amazing Adventures, Man-Thing, Submariner, Doctor Strange, etc.) et publie donc en France les premières aventures des Vengeurs, du Docteur Strange, de L'Homme-Chose, de Conan le Barbare, de Killraven, de Shang-Chi, de Thor, de Namor, de Iron Man ou encore de Captain America.
Ce fascicule en noir et blanc est très prisé des collectionneurs.

## Le personnage Eclipso
Eclipso est aussi le nom d'un personnage de comics assez mineur que l'on retrouve dans les premiers numéros de la revue. Fait assez rare en matière de comics, ce n'est pas un héros, mais un vilain, apparu pour la première fois dans la série House of Secrets #61 (août 1963). Il fut créé par Bob Haney et Lee Elias. 
Aux États-Unis, Eclipso fut remplacé par le Spectre, tandis qu'en France la revue Eclipso prenait au même moment la suite de la série Spectre.